# Медоуказчиковые
Медоуказчиковые (лат. Indicatoridae) — семейство птиц отряда дятлообразных.

## Описание
Окраска серо-бурая, зеленоватая, у некоторых видов с жёлтыми и белыми пятнами на голове или крыльях. Длина тела 10—20 см.

## Ареал
Большинство видов живёт в Африке к югу от Сахары, некоторые виды встречаются в Индии (на склонах Гималаев), в Индокитае и на некоторых островах Индонезии.

## Питание
Медоуказчики питаются в основном мелкими членистоногими, но едят также воск — в их кишечнике живут бактерии и дрожжи, которые поглощают воск и выделяют жирные кислоты, усваиваемые организмом. Эти птицы могут чувствовать запах воска, они знают местоположение всех пчелиных гнёзд на площади 250 км2. Существует миф, о симбиозе медоуказчиков с медоедом: медоед разоряет улей и поедает мёд, а птица поедает воски и личинок; проблема в том, что из-за разных периодов активности, а медоед ночное животное, такой симбиоз не мог сформироваться. Между тем, было зафиксировано, что медоуказчики в некоторых случаях показывают места расположения пчелиных гнезд человеку с помощью звуковых сигналов. Люди собирают мед, а птицы поедают из разоренных гнезд воск и личинок. Описал же такое поведение медоуказчиков знаменитый зоолог Альфред Брем.

## Размножение
Оплодотворённая яйцеклетка у самки медоуказчика задерживается в половых путях не сутки, как у других птиц (кроме кукушек), а двое, поэтому эмбрион в яйце развивается быстрее на 2–4 дня — это, вероятно, послужило стимулом для перехода к гнездовому паразитизму: медоуказчики откладывают яйца в гнёзда других птиц, часто прокалывая яйца хозяев. Вылупившиеся существенно раньше птенцы медоуказчика убивают птенцов хозяев яйцевым зубом, находящимся на конце надклювья (у некоторых два таких зуба). Яйцевые зубы у медоуказчиков выпадают через неделю после вылупления. Обычно один, редко два таких птенца месяц сидят в гнезде и кормятся приношениями приёмных родителей.

## Классификация
Международный союз орнитологов выделяет 4 рода и 16 видов:
- Prodotiscus — Тонкоклювые медоуказчики
  - Prodotiscus insignis — Карликовый тонкоклювый медоуказчик
  - Prodotiscus zambesiae
  - Prodotiscus regulus — Тонкоклювый медоуказчик
- Melignomon
  - Melignomon zenkeri — Белохвостый медоуказчик
  - Melignomon eisentrauti — Желтоногий медоуказчик
- Indicator — Медоуказчики
  - Indicator pumilio — Короткоклювый медоуказчик
  - Indicator willcocksi — Гвинейский медоуказчик
  - Indicator meliphilus — Восточноафриканский медоуказчик
  - Indicator exilis — Крошечный медоуказчик
  - Indicator minor — Малый медоуказчик
  - Indicator maculatus — Пятнистый медоуказчик
  - Indicator variegatus — Пестролобый медоуказчик
  - Indicator xanthonotus — Индийский медоуказчик
  - Indicator archipelagicus — Малайский медоуказчик
  - Indicator indicator — Большой медоуказчик
- Melichneutes — Лирохвостые медоуказчики
  - Melichneutes robustus — Лирохвостый медоуказчик